# Viadukt
Viadukt d.d. najveća je građevinska tvrtka u Hrvatskoj i jugoistočnoj Europi specijalizirana za infrastrukturne radove. Osnovana je 1947. godine sa sjedištem u Zagrebu, a danas zapošljava oko 1.500 radnika. Izvodi radove na području izgradnje prometnica, mostova, tunela, zračnih i morskih luka, kao i radove na vodoprivrednim projektima, projektima gospodarenja otpadom, radove u energetici i projekte u visokogradnji. Viadukt je izgradio neke od najznačajnijih prometnica i objekata na području cijele Hrvatske, a izvodio je radove i u drugim zemljama Europe, Azije i sjeverne Afrike. Dionice Viadukta izlistane su na Zagrebačkoj burzi.
Viadukt raspolaže s brojnom i raznovrsnom vlastitom građevinskom mehanizacijom i opremom, među kojom su građevinski strojevi različitih namjena, motorna vozila za prijevoz osoba, tereta i za specijalne namjene te različita postrojenja za proizvodnju i ugradnju asfalta, betona, armirano-betonskih i betonskih elemenata te betonske galanterije. Jedna je od rijetkih tvrtki koja u vlasničkoj organizaciji ima kamenolom, u kojem upotrebljava najmodernija sredstva za iniciranje i paljenje minskog polja, a značajna sredstva i resurse ulaže u tehničku i biološku sanaciju kamenoloma radi očuvanja prirodnih staništa i poboljšanja kvalitete života u lokalnoj zajednici.
U mjestu Pojatno nedaleko od Zagreba smještena je Viaduktova Tvornica betonskih proizvoda Pojatno, namijenjena industrijskoj proizvodnji prednapregnutih, armiranobetonskih i betonskih proizvoda - odgovarajućih konstrukcijskih elemenata mostova, marina, hala, kolektora, stanova te drugih armiranobetonskih i betonskih elemenata raznih namjena. Površina tvornice je 135.000 m2, od čega proizvodna hala zauzima 14.000 m2. Tvornica je smještena neposredno uz autocestu Zagreb – Krapina i željezničku prugu Zagreb – Varaždin, a ima i vlastiti željeznički kolosijek, što poduzeću omogućava brzu i ekonomičnu dopremu i otpremu materijala i gotovih betonskih proizvoda.

## Ključni trenuci u povijesti[3]
1947. Iz nekadašnjeg Zemaljskog građevnog poduzeća izdvojen je Viadukt, osnovan ponajprije radi obnove i izgradnje mostova, prometnica i drugih cestovnih objekata oštećenih ili srušenih u Drugom svjetskom ratu.
1949. U sastav Viadukta ulazi tvrtka Novi put, čime Viadukt postaje jedina tvrtka specijalizirana za sve radove u cestogradnji.
1953. Završena je gradnja zračne luke u Zemuniku pored Zadra, a Viadukt je angažirani na gradnji i rekonstrukciji zagrebačke zračne luke.
1954. Nakon dvogodišnje obnove i djelomične rekonstrukcije puštena je u promet cesta između Rijeke i Karlovca (Lujzijana). To je bila prva asfaltirana cesta do mora u Hrvatskoj, a na njoj je izgrađen i prvi Viaduktov tunel, dug 40 metara.
1957. Viadukt počinje graditi ceste u Bosni i Hercegovini.
1963. Viadukt sudjeluje u raščišćavanju ruševina, obnovi i izgradnji objekata u Skoplju, nakon velikog potresa.
1963. Osnovana je radna jedinica u Njemačkoj za potrebe gradnje ulica, parkirališta i drugih objekata.
1964. Nakon poplave rijeke Save, sjedište tvrtke seli se iz tadašnje Leskovačke ulice (danas Zeleni trg) na današnju lokaciju u Kranjčevićevoj ulici.
1965. Počinju radovi u Tanzaniji na dvama suvremenim cestovnim pravcima Dar el Salaam – Kibiti i Chalinze – Segera.
1969. Viadukt se uključuje u izgradnju ceste Bihać – Jajce, koja je u to vrijeme bila primjer suvremeno građene prometnice na zahtjevnim brdovitim terenima.
1971. Viadukt izvodi prve konstrukcije od prednapetog betona u Hrvatskoj, tijekom gradnje triju mostova na kanalu Sava – Odra – Sava.
1978. Utemeljen je laboratorij kao posebna cjelina sustava vlastite kontrole kvalitete materijala i izvođenja radova.
1983. Viadukt gradi Tvornicu betonskih elemenata u Pojatnom.
1987. Viadukt sudjeluje u gradnji gradskih prometnica u Zagrebu uoči Univerzijade, među kojima se ističu Trg bana Jelačića, sve ulice u gradskom središtu, ulice koje vode prema sportskim terenima Maksimira, Jaruna i Mladosti te tramvajski prsten u Novom Zagrebu.
1990. – 2009. Viadukt izvodi radove na brojnim dionicama autocesta u cijeloj Hrvatskoj, poput autoceste Bregana – Lipovac, Zagreb – Macelj, Zagreb –
Goričan, Zagreb – Rijeka, Zagreb – Split – Dubrovnik, Beli Manastir – Osijek – Svilaj – Ploče
1994. Na vijaduktu Bajer prvi put u Hrvatskoj prednapeti rasponski sklop sandučastog presjeka izveden je naguravanjem.
1994. Na temelju Zakona o pretvorbi društvenih poduzeća provedena je uspješna pretvorba Viadukta u dioničko društvo.
1994. Nakon operacije Oluja u kratkom roku se obnavlja oštećeni most preko Slunjčice, koji je bio od velike važnosti za cestovnu povezanost s područjem Dalmacije. Viadukt je uključen i u gradnju prognaničkih naselja u Slavoniji, na Banovini i u Konavlima.
2005. Viadukt prvi u Hrvatskoj gradi zidove od armiranog tla na mjestima prije planiranih vijadukata Ercegovići i Strikići na dionici Dugopolje – Šestanovac.
2013. Financijska konstrukcija za koncesiju nad Zračnom lukom Zagreb je zatvorena i počinju radovi na pripremi terena za izgradnju novog putničkog terminala. Viadukt ima 5,11 posto vlasničkog udjela u konzorciju ZAIC, koji ima 100-postotni udio u tvrtki Međunarodna zračna luka Zagreb d.d.
2014. Viadukt donira milijun kuna Hrvatskom Crvenom križu za pomoć poplavljenim područjima u Hrvatskoj i nudi pomoć u sanaciji stradalih područja.
2016. Viadukt potpisuje sporazum s tvrtkom Dorstroy-2 o izgradnji triju tvornica za proizvodnju asfaltno-betonskih pogona u Kazahstanu.
2016. Potpisivanjem ugovora o izvođenju dijela radova na vjetroelektrani "Krš Pađene" Viadukt ulazi u područje energetike.

## Najveći projekti[4]
Među najznačajnijim su projektima u kojima je Viadukt sudjelovao izvođenje infrastrukturnih radova na zagrebačkoj Zračnoj luci Franjo Tuđman (rekonstrukcija uzletno-sletne staze, izgradnja nove stajanke s prilaznim rulnim stazama, izgradnja parkirališta i spojnih prometnica, izgradnja vodotjesnog sustava oborinske odvodnje, plinovoda, toplovoda i ostale pripadajuće infrastrukture), radovi na rekonstrukciji i dogradnji Zračne luke Split, radovi na kontejnerskom terminalu luke Brajdica u Rijeci, izgradnja infrastrukture na terminalu za rasuti teret Luke Ploče, produljenje i rekonstrukcija putničkih terminala na vanjskoj strani lukobrana Gradske luke Split, radovi na brojnim dionicama autocesta diljem Hrvatske (Bregana – Lipovac, Zagreb – Macelj, Zagreb – Goričan, Zagreb – Rijeka, Zagreb – Split – Dubrovnik, Beli Manastir – Osijek – Svilaj – Ploče), radovi na Podravskom ipsilonu, riječkoj obilaznici, zagorskoj brzoj cesti Popovec – Marija Bistrica – Zabok, rekonstrukciji Zagrebačke avenije u Zagrebu, mostovi Drava, Čiovo, Bajer, Dobra, Carinski most, vijadukti Drežnik, Bukovo, Draga, Osojnik, Limska Draga, Zečeve Drage, tuneli Sleme, Omiš, Tuhobić, Vrata, Veliki Gložac, radovi na uređajima za pročišćavanje otpadnih voda u Opatiji, Kašteliru i Prudu, izgradnja akumulacijskog bazena s visokovodnim razdjelnikom za HE Brežice, upravljanje postrojenjima na odlagalištu otpada Jakuševec, izgradnja poslovnih nebodera Sky Office u Düsseldorfu, Linotype-Hell u Eschbornu, robnih kuća Gänsemarkt u Hamburgu, Karstadt u Kielu i Karlsruheu, poslovnih zgrada Bosch u Stuttgartu, Prisma u Frankfurtu, IG Metall u Frankfurtu, Eurohypo u Eschbornu, ITV-City u Wolfsburgu, Europaviertel u Frankfurtu te brojni drugi.

## Stečaj
Stečajni postupak nad Viaduktom otvoren je 2017. godine na Trgovačkom sudu u Zagrebu zbog nesposobnosti za plaćanje, a za stečajnog upravitelja imenovan je Milorad Zajkovski.